# Операция Interflex
Операция Interflex (англ. Operation Interflex) — программа подготовки украинских военных по стандартам Королевских вооружённых сил Великобритании. Программа организована Соединённым Королевством совместно со странами-участниками Объединённого экспедиционного корпуса (англ. UK Joint Expeditionary Force) и другими союзниками. 
Обучение финансируется Великобритании в рамках общей поддержки Украины, объём которой на апрель 2023 года достиг 4 млрд фунтов стерлингов (4,6 млрд евро). К двухлетней годовщине российского вторжения (февралю 2024 года) в рамках программы прошли подготовку более 34,2 тысяч человек.

## Формат
Программа ориентирована на украинских рекрутов с небольшим военным опытом или без него и организована по стандартам обучения пехотинцев Вооружённых сил Великобритании, которая была сжата по времени для максимизации количества участников и скорости подготовки. Если стандартная пехотная подготовка занимает 12—18 недель, то в рамках операции Interflex те же базовые знания и навыки украинские рекруты получают за 35 дней.
Программа делает упор на базовые навыки, необходимые для выживания и боевой эффективности. Пятинедельный курс включает обучение обращению с оружием и стрельбе, тактике, патрулированию, ведению боя в сельской местности и городских условиях, зачистке позиций, обращению со взрывчаткой и разминированию, основам кибербезопасности, оказанию первой помощи, законам и обычаям войны. Британские коммандос готовят украинских морских пехотинцев, Корпус королевских инженеров — обучает сапёров, также отдельную подготовку получают полевые капелланы.
Обучение организовано на тренировочных базах в Йоркшире, Кенте, Уилтшире и Нортамберленде, где были созданы условия, имитирующие театр боевых действий на востоке Украины: например, воспроизведены российские системы окопов и выстроены модели деревень. Специально для программы были закуплены штурмовые винтовки типа АК, которые украинские военные используют на передовой. В роли условного противника выступают военнослужащие стран-участников программы. В обучении первой помощи участвуют гражданские ампутанты, вместе с которыми украинские солдаты отрабатывают навыки первой помощи в полевых условиях.
Параллельно с рекрутами в роли командиров тренировочных отрядов обучение проходят более опытные военные, которым в дальнейшем передаётся руководство новобранцами. Некоторые «выпускники» программы базовой подготовки в дальнейшем продолжают специализированное обучение, например, управлению боевой техникой.
После окончания программы каждый военнослужащий получает комплект снаряжения: униформу, обувь, персональную защиту (шлем, бронежилет, защиту для глаз, ушей, паха), рюкзак и сумки, разгрузку, аптечку первой помощи, дополнительное снаряжение для жаркой и холодной погоды, снаряжение для полевых операций (пончо, спальный мешок, инструменты для организации укреплений).

## Участники
Помимо Великобритании военных инструкторов предоставили другие страны — члены Содружества наций и Объединённого экспедиционного корпуса и другие страны-партнёры: Дания (130 человек), Швеция (120), Канада (225), Австралия — 70 человек, Норвегия (75 с планом увеличить их число до 150 человек в 2023), Румыния (30), Новая Зеландия (29), Литва (15), Финляндия, Нидерланды, Эстония, Косово и пр. С британской стороны в операции участвует не менее 750 военных.

## Результаты
В 2022 году в рамках операции были подготовлены 9 тысяч украинских военных. Изначально план на 2023 год составлял 20 тысяч человек, в реальности подготовку прошли 30 тысяч рекрутов с опережением графика на 7 недель.  К двухлетней годовщине российского вторжения (февралю 2024 года) в рамках программы прошли подготовку более 34,2 тысяч человек.
Interflex — крупнейшая программа подготовки иностранных военных в Великобритании со времён Второй Мировой войны. Аналогичные инициативы по военной подготовке украинских рекрутов в странах Евросоюза разрабатываются с оглядкой на Interflex, чтобы обеспечить совместимость и взаимную дополняемость.

## История

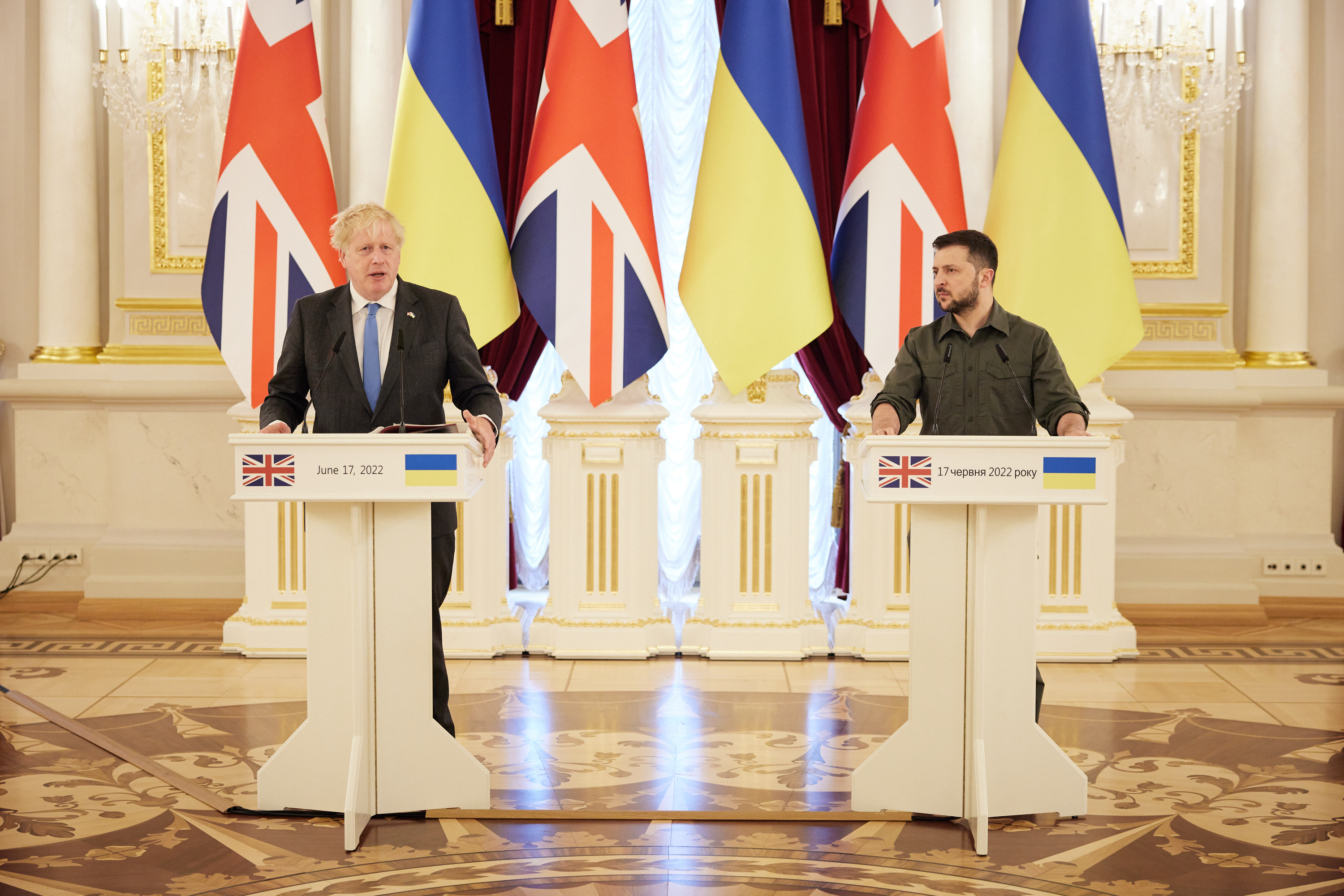
Борис Джонсон на встрече с Владимиром Зеленским в Киеве, 17 июня 2022

С 2015 года после российской аннексии Крыма Великобритания поддерживала Украину и обучала служащих Вооружённых сил Украины в рамках операции Orbital (англ. Operation Orbital). Общая и специализированная подготовка украинцев британскими военными инструкторами проходила одновременно с аналогичными усилиями других государств в «Объединенной многонациональной учебной группе — Украина» (JMTG-U). С 2015 по 2022 год Великобритания помогла Украине подготовить более 22 тысяч военных. В первой половине февраля 2022 года Великобритания вывезла из Украины своих военных специалистов, чтобы избежать боевых столкновений с Россией на фоне вероятного российского вторжения без объявления войны. При этом Соединённое Королевство продолжило поставки противотанкового вооружения.
Обучение украинских военнослужащих возобновилось весной в рамках новой операции, получившей название Interflex, а 17 июня 2022 года в ходе визита в Киев премьер-министр Великобритании Борис Джонсон предложил развернуть подготовку рекрутов на территории Великобритании, используя опыт и экспертизу Королевских вооружённых сил. К организации программы были привлечены 1050 британских служащих, а первая команда инструкторов была сформирована из 11-й бригады содействия силам безопасности британской армии. Программа была официально запущена 27 июня 2022 года, а первая группа украинских солдат начала подготовку 9 июля. Уже к середине сентября обучение прошли около 5000 украинских рекрутов.
Помимо подготовки рекрутов британские военные инструкторы и военнослужащие из других стран занимались специальной подготовкой, включая подготовку элитных специалистов и обучение использованию поставленного Соединённым Королевством оружия, включая РСЗО М270, танков Challenger 2, высокоточных ракет и пр. Новозеландские инструкторы готовили украинских военных к использованию лёгкой пушки L118. Канадские вооружённые силы, которые с 2015 года подготовили 33 тысячи служащих ВСУ в рамках операции Unifier, также направили своих инструкторов, в основном из канадского полка лёгкой пехоты принцессы Патриции, для участия в операции Interflex. Королевский военно-морской флот Великобритании также вносит свой вклад в программу, обучая украинских моряков контролюю повреждений и поиску морских мин.